# Daphne Rubin-Vega
Daphne Rubin-Vega (Panama-Stad (Panama), 18 november 1969) is een Panamese-Amerikaanse actrice, zangeres en danseres.

## Biografie
Rubin-Vega werd geboren in Panama-Stad (Panama) als dochter van een verpleegster en een timmerman, later kreeg zij een stiefvader (schrijver). 
Rubin-Vega begon haar carrière als zangeres voor de band Pajama Party, in 1989 en 1990 had deze groep drie liedjes in de Billboard Hot 100 genoteerd staan. Toen zij verderging als soloartieste had zij nog diverse noteringen in diverse hitlijsten, in 1996 leverde dit een nummer een notering op met het lied I Found It.
Rubin-Vega is vanaf 2002 getrouwd waaruit zij een zoon heeft (2004).

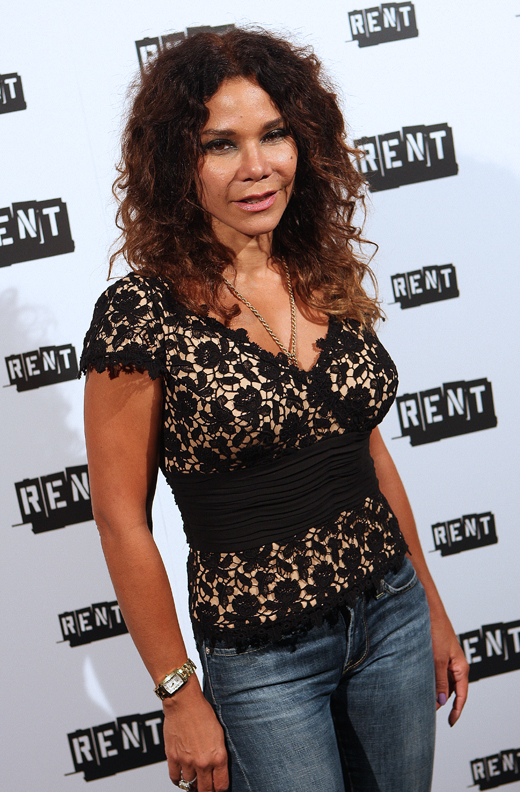
Daphne Rubin-Vega in 2008

## Filmografie

### Films
Uitgezonderd korte films.
- 2022: Bleecker - als Kate
- 2022: Allswell - als Serene
- 2021: Tick, Tick... Boom! - als 'Sunday' Legend
- 2021: The Same Storm - als Lupe Ramirez
- 2021: In The Heights - als Daniela
- 2020: The Great Work Begins. Scenes from Angels in America - als Candle
- 2019: Rent: Live - als lid van de originele Broadway cast van RENT
- 2017: The Holdouts - als Rachel
- 2015: The Curse of the Fuentes Women - als Remelda
- 2014: Emoticon ;) – als Anna
- 2014: Fall to Rise - als Sheila
- 2011: Union Square – als Sara
- 2010: Jack Goes Boating – als Lucy
- 2008: Rachel Getting Married – als gaste op bruiloft
- 2008: Sex and the City – als vrouw met babystem
- 2005: Life on the Ledge – als Trisha
- 2005: Alchemy – als Belladonna editor
- 2003: Virgin – als Frances
- 2003: Justice – als Roberta
- 2000: Skeleton Woman – als Olya
- 1999: Flawless – als Tia
- 1998: Wild Things – als Gloria Perez
- 1995: Lotto Land – als Gloria
- 1994: I Like It Like That – als receptioniste modellenschool
- 1988: The Occultist – als Simone

### Televisieseries
Uitgezonderd eenmalige gastrollen.
- 2024: Hazbin Hotel - als Carmilla Carmine - 2 afl.
- 2021: A Simple Herstory - als Tennessee 'Tennie' Celeste Claflin - 4 afl.
- 2020: Katy Keene - als Luisa Lopez - 9 afl.
- 2019: Tales of the City - als mrs. Rodriguez - 3 afl.
- 2011-2014: Hustling – als Rosa Juarez – 12 afl.
- 2013: Smash – als Agnes – 8 afl.
- 2003: Hey Joel – als Michelle Ipanima – 3 afl.

## Discografie

### Pajama Party
- 1991: Can't Live Without It
- 1989: Up All Night

### Solowerk
- 2006: Redemption Songs
- 2003: Rocket Man
- 2001: Souvenirs
- 1995: I Found It (single)
- 1995: Change (single)
- 1994: When You Love Someone (single)

## Theaterwerk opBroadway
- 2012: A Streetcar Named Desire – toneelstuk – als Stella Kowalski
- 2006-2008: Les Misérables – musical – als Fantine
- 2003-2004: Anna in the Tropics – toneelstuk – als Conchita
- 2000-2002: The Rocky Horror Show – musical – als Usherette / Magenta
- 1996-2008: Rent – musical – als Mimi Marquez

- Gemeinsame Normdatei: 1018366571
- Library of Congress Control Number: no97019637
- MusicBrainz: 7a21ce07-44cc-49c0-a35d-6002c851e6e2
- Nationale Bibliotheek van Tsjechië: xx0281519
- Virtual International Authority File: 74149196452974791360
- WorldCat: E39PBJdmkJHYw74Tv8HrCQRtKd